# رود زمبر
رود زمبر (به لاتین: Zambar) یک رود در تاجیکستان است.